# Józef Prończuk
Józef Prończuk (ur. 1 lipca 1911 w Kamionce, zm. 10 lutego 2017) – polski agronom, profesor nauk rolniczych i nauczyciel akademicki. Członek honorowy Polskiej Akademii Nauk.

## Życiorys

### Młodość (1911–1950)
Urodził się 1 lipca 1911 we wsi Kamionka w pobliżu Białegostoku w rodzinie rolnika Antoniego Prończuka i Anny. Absolwent Średniej Szkoły Rolniczej w Bydgoszczy. Następnie studiował w Państwowej Wyższej Szkole Gospodarstwa Wiejskiego w Cieszynie. Wrócił do Białegostoku i pracował w Izbie Rolniczej.
W czasie kampanii wrześniowej był żołnierzem Korpusu Ochrony Pogranicza w stopniu podporucznika. Dostał się do niewoli sowieckiej, z której uciekł i wrócił do domu. Ucieczka z niewoli uratowała mu życie. Oficerowie tej kolumny zginęli w Katyniu. Po wojnie był nękany przez funkcjonariuszy Urzędu Bezpieczeństwa z powodu jego służby w przedwojennym wojsku.

### Kariera naukowa (1950–1979)
Absolwent Uniwersytetu Marii Curie-Skłodowskiej w Lublinie (1950). W 1960 doktoryzował się w Szkole Głównej Gospodarstwa Wiejskiego w Warszawie.
Pracował na Wydziale Budownictwa i Inżynierii Środowiska SGGW w Warszawie jako kierownik Zakładu Łąkoznawstwa w Katedrze Torfoznawstwa (1960–1962), kierownik Katedry Przyrodniczych Podstaw Melioracji (1962–1970) i dyrektor Instytutu Przyrodniczych Podstaw Melioracji (1970–1978).
W 1976 uzyskał tytuł profesora nauk rolniczych.

### Życie na emeryturze (1979–2017)
Na emeryturę przeszedł w 1979, ale jeszcze długo pozostawał aktywny zawodowo. Pisał podręczniki, a nawet wiersze i to w wieku 100 lat, bywał na konferencjach naukowych PAN i spotkaniach organizowanych przez Stowarzyszenie PAX.
Pod koniec życia był najstarszym mieszkańcem Mazowsza. Zmarł 10 lutego 2017 w wieku 105 lat.

## Odznaczenia
- Krzyż Kawalerski Orderu Odrodzenia Polski (1962)[6][1]
- Złoty Krzyż Zasługi (1959)[6][1]
- Srebrny Krzyż Zasługi (1954)[6]
- Medal Komisji Edukacji Narodowej (1977)[6][1]
- Medal 10-lecia Polski Ludowej (1955)[6]
- Złota Odznaka Honorowa „Za Zasługi dla SGGW”[1]

## Życie prywatne
W 1937 ożenił się z Ireną Kaczmarek (1911–2013). Doczekali się czterech synów, z których dwóch najstarszych Sławomir oraz Andrzej również zostało profesorami.